# 블루베리 (만화)
블루베리(Blueberry)는 스크립터 장 미셸 샬리에와 만화가 장 지로의 서부 만화이다.
블루베리는 벨기에 각본가 장 미셸 샤를리에(Jean-Michel Charlier)와 프랑스 만화가 장 뫼비우스 지로(Jean "Mœbius" Giraud)가 프랑코-벨기에 BD(bandes dessinées) 전통으로 만든 서양 만화 시리즈이다. 블루베리가 아메리칸 올드 웨스트(American Old West)를 여행하는 동안의 모험을 연대순으로 기록한다. 블루베리는 비정형적인 서양의 영웅이다. 그는 악행을 저지른 자들을 재판에 회부하는 떠돌아다니는 법관도, "시내로 뛰어들어 목장을 구하고, 새로운 보안관이 되어 학교 마마와 결혼하는" 잘생긴 카우보이도 아니다. 어떤 상황에서든 그는 해야 할 필요가 있다고 생각하는 것을 보고 일을 한다.
이 시리즈는 1963년 포트 나바조(Fort Navajo) 만화 시리즈에서 파생되었으며, 원래는 앙상블 내러티브로 의도되었지만 처음 두 이야기 이후 주인공 "블루베리"를 주요 캐릭터로 빠르게 끌어들여 그의 이름으로 계속 시리즈를 만들었다. 나중에 포트 나바조라는 이름으로 출시된 오래된 이야기는 궁극적으로 블루베리라는 이름으로 재발행되었으며 나중에 재인쇄되었다. 1980년대 초 인기 절정에 달했던 메인 시리즈를 바탕으로 2개의 스핀오프 또는 하위 시리즈인 영 블루베리(La Jeunesse de Blueberry)와 마셜 블루베리(Marshal Blueberry)가 만들어졌다.
1960년대에 블루베리는 "여기 [미국에서] 어벤저스나 플래시만큼 프랑스 만화의 필수품이었다"는 언급이 있다.